# Salim al-Husseini
Pour les articles homonymes, voir Famille al-Husseini.
Salim al-Husseini (1846 - 1908) était un homme politique et propriétaire terrien palestinien à l'époque ottomane. Il fut maire de Jérusalem entre 1882 et 1897 et père de Hussein al-Husseini et de Moussa Qassem al-Husseini qui lui succédèrent au même poste.